# 花弄蝶亞科
花弄蝶亞科（Spread-winged skipper，学名：Pyrginae）是弄蝶科裡的一個亞科。有超過1000個品種，除了極地外世界各地都有分佈。牠們的劃界和分類在最近幾年發生了很大變化，這個亞科內的各個屬的不明進化關係於2009年已被廣泛解決。翅膀通常以棕色或黑色為主，又會配上格狀斑紋，但也有些顏色鮮豔。雄蝶具領域性。會喝糞便，腐肉或腐果的汁液，較少訪花。

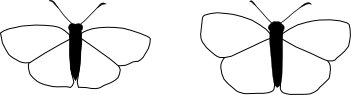
Typical resting positions